# Deutscher Schallplattenpreis

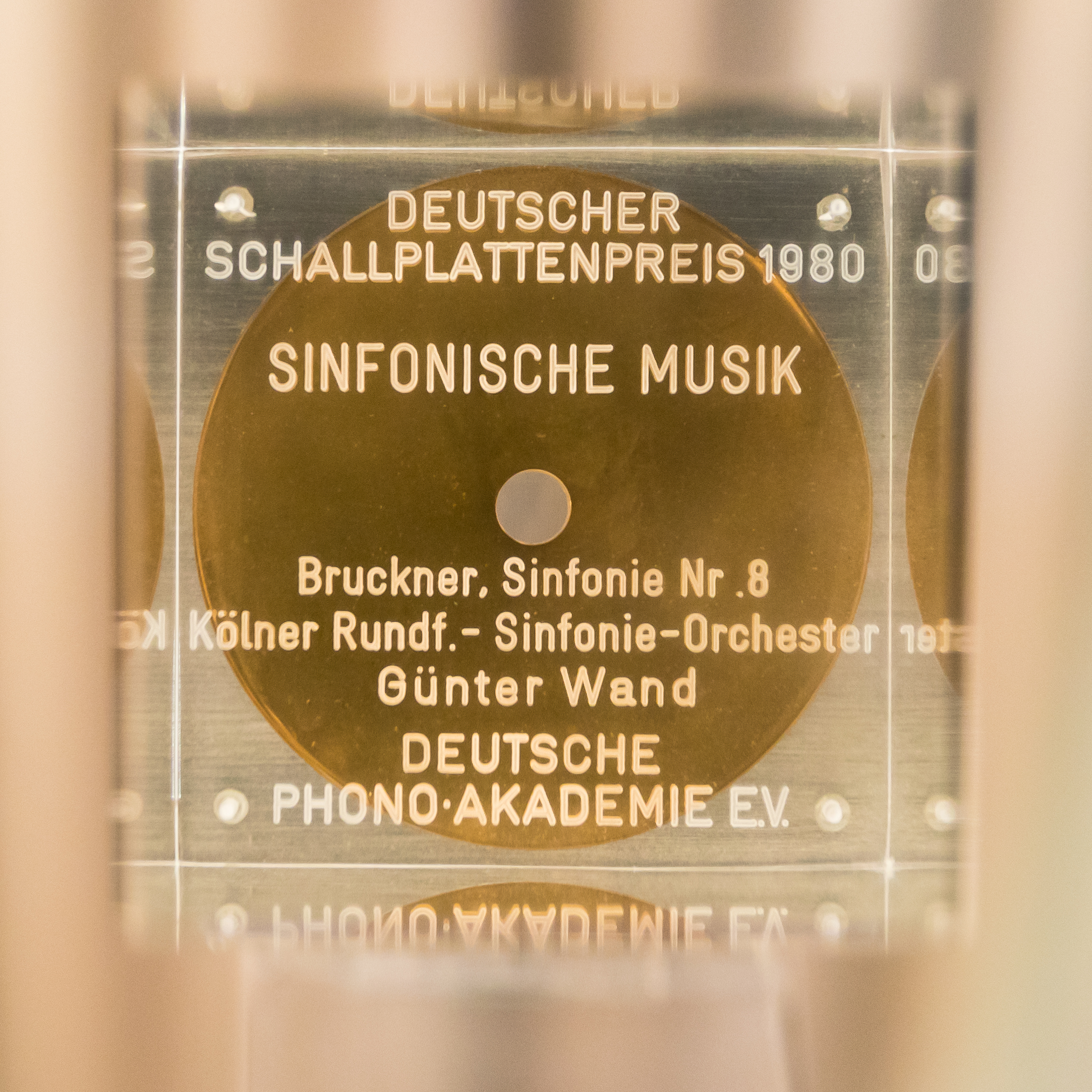
Deutscher Schallplattenpreis 1980

Il Deutscher Schallplattenpreis è stato un premio musicale che la Deutsche Phono-Akademie ha assegnato dal 1963 al 1992. In seguito è stato sostituito dal premio Echo.

## Premiati
- 1972 The Singers Unlimited
- 1973 Gerhard Schmidt-Gaden
- 1975 Hannes Wader
- 1975 Peter Maffay
- 1975 Keith Jarrett
- 1975 Terje Rypdal
- 1976 Eugen Cicero
- 1976 Albert Mangelsdorff
- 1977 Manfred Schoof
- 1977 Lake
- 1978 Albert Mangelsdorff
- 1978 Albert Mangelsdorff
- 1978 Homero Francesch
- 1979 Howard Carpendale
- 1980 Gitte Hænning
- 1980 Duesenberg
- 1980 Klaus Hoffmann
- 1980 Peter Maffay
- 1981 Peter Maffay
- 1982 Peter Maffay
- 1982 Gitte Hænning
- 1983 Eliahu Inbal
- 1983 Frances Fitch
- 1984 Peter Maffay
- 1985 Peter Maffay
- 1986 Jaime Torres
- 1986 Paco de Lucía
- 1988 Eliahu Inbal
- 1988 Hartmut Haenchen
- 1988 Peter Maffay
- 1989 Peter Maffay